# Burg Buttenhausen
Die Burg Buttenhausen, auch altes Schloss auf dem Berg genannt, ist die Ruine einer Spornburg bei etwa 665 m über NN an der Stelle des Neuen Friedhofs über der Michaelskirche des Ortsteils Buttenhausen in der Gemeinde Münsingen im Landkreis Reutlingen in Baden-Württemberg. 

## Geschichte
Die Burg wurde 1389 erwähnt, als Ritter Friedrich III. von Gundelfingen die Vogtei in Buttenhausen an Konrad, Propst des Klosters St. Maria in Güterstein bei Urach verkaufte. 1469 war die Burg im Besitz der Herren von Stein und wurde 1569 von Wolf Dietrich von Stein an Eberhard von Gemmingen zu Bürg verkauft. Ab 1812 verfiel die Burg und die Stallungen wurden noch zum Teil genutzt. 1812 war die Burg im Besitz des Freiherrn von Münch und 1825 wurde der Fruchtkasten noch genutzt. 

## Anlage
Von der ehemaligen Burganlage sind die Reste der polygonalen Umfassungsmauern mit zahlreichen Strebepfeilern in der Höhe bis zu 5 Meter talseitig noch erhalten und dienen heute als Friedhofsmauern. Von dem zum Berg hin gelegenen Halsgraben und der Schildmauer ist nichts erhalten.